# Stick Men
Stick Men – amerykańska grupa muzyczna. Trio utworzone w 2008 roku przez uznanych muzyków rockowych – Tony'ego Levina (Chapman stick), Pata Mastelotto (perkusja, elektronika) – związanych z grupą King Crimson oraz młodego wirtuoza instrumentu Michaela Berniera (Chapman stick).
Nazwa grupy związana jest z jej niecodziennym instrumentarium. Levin i Bernier grają na instrumencie Chapman stick, stanowiącym połączenie gitary i gitary basowej oraz będącym odmianą gitary dotykowej. Tony Levin należy do prekursorów grających na Chapman stick od końca lat 70., będąc jednocześnie najbardziej znanym muzykiem na świecie grającym na tym instrumencie. Tony Levin wykorzystuje 12-strunową odmianę zwaną Grand Stick, podczas gdy Bernier gra głównie na 10-strunowym instrumencie, wykorzystując także do gry m.in. smyczek. Grający na swoim rozbudowanym elektro-akustycznym zestawie perkusyjnym Pat Mastelotto posługuje się pałkami perkusyjnymi (w j. ang. "pałka" to "stick").
Grupa powstała jako następstwo wydania solowego albumu Tony'ego Levina pod tytułem "Stick Man" w roku 2007. W nagraniu albumu wziął udział Pat Mastelotto. Chcąc promować album koncertami, Tony Levin utworzył grupę, która stopniowo zaczęła się przekształcać w nowy projekt muzyczny, którego podstawowym repertuarem były utwory z albumu Tony'ego Levina "Stick Man", utwory z repertuaru King Crimson (którego sekcje rytmiczną podobnie jak w Stick Men tworzy Levin i Mastelotto) jak i Michaela Berniera. Wkrótce grupa zaczęła tworzyć swój własny repertuar. Wydanie pierwszego albumu zapowiedziane jest na listopad 2009. Na albumie znajdą się premierowe kompozycje tria jak i przygotowane przez Levina nowe opracowanie "Ognistego Ptaka" Igora Strawinskiego.
Trudno jednoznacznie zdefiniować styl muzyczny prezentowany przez grupę, na który składa się: awangarda, rock, muzyka eksperymentalna, post rock, jazz, rock psychodeliczny.
Pierwsze dwa koncerty zespołu odbyły się w Polsce. Grupa wystąpiła we Wrocławiu i Opolu w ramach XVII Międzynarodowego Festiwalu Perkusyjnego Eventus 2008. Przygotowania do koncertów odbywały się w studiu Polskiego Radia Opole. W kwietniu 2009 grupa rozpoczęła swoje pierwsze europejskie tournée, podczas którego odwiedziła 25 miast.
Poza grupą King Crimson, Tony Levin wraz z Patem Mastelotto nagrywali i koncertowali wspólnie z grupą California Guitar Trio. Okazjonalnie Tony Levin wraz z Mastelotto występują w grupie Terry Bozzio and Friends.
Trio otwierało koncerty grupy Porcupine Tree podczas fragmentu jego jesiennej, europejskiej części trasy zespołu w roku 2009. Wspólne występy objęły jedenaście miast. W 2010 roku ukazała się debiutancka płyta Stick Men zatytułowana "Soup", zespół odbył także duże tournée po raz kolejny odwiedzając Polskę. Jesienią z grupy odszedł Michael Bernier, którego zastąpił inny wirtuoz grający na Chapman Stick (właściwie na zmodyfikowanej także przez siebie wersji warr guitar) Markus Reuter.

## Dyskografia
- Stick Men, 2009[2]
- Soup, 2010[3]
- Absalom, 2011 (EP)
- Open, 2012
- Deep, 2013
- Power Play, 2014
- Unleashed (Live Improvs 2013), 2015[4]
- Midori: Live In Tokyo (oraz David Cross), 2015[5]